# Joseph Keller
Joseph Bishop Keller (Paterson, 31 luglio 1923 – Palo Alto, 7 settembre 2016) è stato un matematico statunitense, vincitore del premio Wolf nel 1996.